# Calpidium ponderosum
Calpidium ponderosum is een mosdiertjessoort uit de familie van de Catenicellidae. De wetenschappelijke naam van de soort is voor het eerst geldig gepubliceerd in 1880 door Goldstein.